# 拉姆沙耶村
拉姆沙耶村（波斯語：رمشايه），是伊朗吉兰省阿姆拉什县兰库区沙布庫斯拉特鄉的一个村。2006年人口普查顯示該村人口为216人，分佈在60个家庭中。